# Обмежувач обертів
Обмежувач обертів (англ. rev limiter) — це пристрій, яким обладнано сучасні засоби пересування із двигуном внутрішнього згоряння. Він призначений для захисту двигуна шляхом обмеження швидкості його обертання, яка вимірюється в обертах на хвилину. Виробник обладнує засіб пересування обмежувачем обертів на заводі. Втім, також існує можливість згодом встановити окремий перемінник із довільним значенням обмеження (об/хв). Обмежувач запобігає можливому пошкодженню двигуна, унеможливлюючи вихід обертів за встановлені виробником межі (червона риска чи смужка на тахометрі).

## Спосіб дії
Зазвичай, обмежувач діє шляхом вимикання котрогось зі складників двигуна, відповідального за запалювання чи впорскування пального. Для дизельних двигунів застосовують механічні регулятори чи обмежувачі, що вимикають електронне впорскування пального. Двигуни з примусовим запалюванням можуть припиняти надходження пального, повністю вимикати запалювання, або ж керувати його за́тримкою задля послаблення потужності рушія.
В разі використання автоматичної коробки передач в режимі «рух», оберти двигуна завжди лишаються в безпечних межах, що їх обумовлює коробка передач. Тож обмежувач потрібен лише в режимах «нейтраль», «паркування» чи «ручний». Такі засоби пересування зазвичай не мають тахометра, тож дізнатись про досягнення загрозливих обертів ви не зможете, але з використанням автоматичної КПП перевищення безпечної швидкості двигуна дуже малоймовірне.
Проте ручна КПП уможливлює досягнення надмірних обертів на нейтральній передачі, а також в разі запізнього перемикання вгору чи передчасного перемикання вниз. В перших двох випадках обмежувач триматиме безпечні оберти, але у разі передчасного перемикання вниз засіб пересування рухатиметься надто швидко для обраної передачі й обертатиме двигун. Тоді обмежувач зменшить потужність двигуна, але не зможе раптово його сповільнити.
Ймовірно, найгірший випадок трапляється тоді, коли водій випадково вмикає хибну передачу. Наприклад, після другої, коли оберти вже достатні для перемикання вгору, водій може ненароком перемкнутися на першу передачу замість третьої. Якщо це трапиться, оберти двигуна нестримно зростуть, долаючи небезпечну межу. Тоді врятувати двигун від пошкодження можна лише якнайшвидшим розриванням зв'язку між двигуном і колесами.

### Способи обмеження

#### Керування пальним
Найбільш поширеним способом є керування впорскуванням пального, бо це менше впливає на випускну систему. Обмежувачі цього типу зазвичай просто перекривають паливні форсунки по досягненні межі обертів. Втім, цей спосіб рідше застосовують у високошвидкісних двигунах, позаяк бідна суміш спричиняє зростання робочої температури.

#### Керування запалюванням
Цей спосіб передбачає вимикання запалювальних свічок по досягненні двигуном межі обертів. Обмежувачі такого типу менш поширені серед звичайних засобів пересування, позаяк впорскування палива не припиняється і зрештою неспалена суміш може зайнятися в нагнітачі або вихлопній трубі. Це може спричинити зростання температури складників випускної системи й передчасний вихід з ладу каталізатора.

### Круте й спадисте обмеження

#### Круте обмеження
Обмежувачі цього типу повністю припиняють впорскування пального або вимикають запалювання. Це відбувається по досягненні встановленої межі обертів двигуна й трохи скидає їх. Якщо двигун перебуває в стані «відкритого газу», то оберти знов сягають межі, а відтак знов спрацьовує обмежувач. Тож виникає певне коливання обертів унаслідок послідовного вмикання/вимикання двигуна.

#### Спадисте обмеження
Обмежувачі цього типу частково перекривають постачання пального, або ж затримують запалювання. Спадисте обмеження буде задіяно раніше за досягнення встановленої межі, тож двигун почне обмежувати надходження пального чи збільшувати за́тримку запалювання, поволі розганяючись до встановлених обертів й лишаючись на тому рівні.

## Фізичні обмеження
Найвищі оберти двигуна обумовлено швидкістю проходження повітря крізь нього, робочим об'ємом двигуна, масою й врівноваженістю рухомих частин, а також поперечником та ходом толоків. Наприклад, для двигунів Формули 1 правилами змагання встановлено обмеження 15000 об/хв через їх невеликий робочий об'єм, малу масу й короткий хід толоків.
У двигунах з гідравлічними газорозподільчими кулачками (як-от Buick/Rover V8) швидкість обертання часто обмежена особливостями їх устрою. Кулачковий прозір залежить від тиску мастила в двигуні. На високих швидкостях тиск суттєво зростає, спричиняючи «плавання» клапанів, що зменшує потужність двигуна, а отже сповільнює його обертання.

## Використання в перегонах
Частота обертів, що досягається за́тримкою запалювання, може бути незмінною або, за наявності відповідних пристроїв, керованою. Керовані пристрої запалювання можна швидко налаштувати, встановлюючи обмеження відповідно до обставин, як-от вуличні перегони, ривки, а також перегони на перекритих дорогах чи шосе.
Кількаступеневі пристрої запалювання уможливлюють навіть краще керування обмеженням обертів. Найперший ступінь призначено для стримування обертів під час зрушання з місця, забезпечуючи найліпше зчеплення з дорогою, тоді як другий ступінь є відповідальним за подальше прискорення з повністю відкритим газом і підіймає межу припустимих обертів вище.

## Пошкодження двигуна за межею
Найбільша безпечна швидкість обертання вкрай суттєво залежить від устрою двигуна (зокрема, від розмірів та ваги рухомих частин, ходу толоків), закладеного запасу міцності, виробника та ще низки чинників. Багато двигунів за «червоною межею» потерпають від явища плавання чи «підвисання» клапанів — коли швидкість закривання клапана стає замалою для досягнутих обертів. Наслідком може бути втрата тиску, хибне запалювання, чи навіть удар толока по голівці клапана. Іншим можливим пошкодженням є злам гонка́ між колінчастим валом та толоком — тоді двигун доведеться лагодити чи повністю замінити.